# Kozarnika
Kozarnika o Peshtera Kozarnika (en búlgaro: Пещера Козарника, "El cobertizo de las cabras") es una cueva situada en el noroeste de Bulgaria que se utilizó como refugio de cazadores ya en el Paleolítico Inferior (1,6-1,4 millones de años BP) y que marca una ruta más antigua de las primeras migraciones humanas desde África a Europa a través de los Balcanes, antes de la ruta que se sugiere actualmente a través de Gibraltar. La cueva conserva probablemente las primeras pruebas de comportamiento simbólico humano y los primeros conjuntos de sílex europeos de Gravette salieron a la luz aquí.

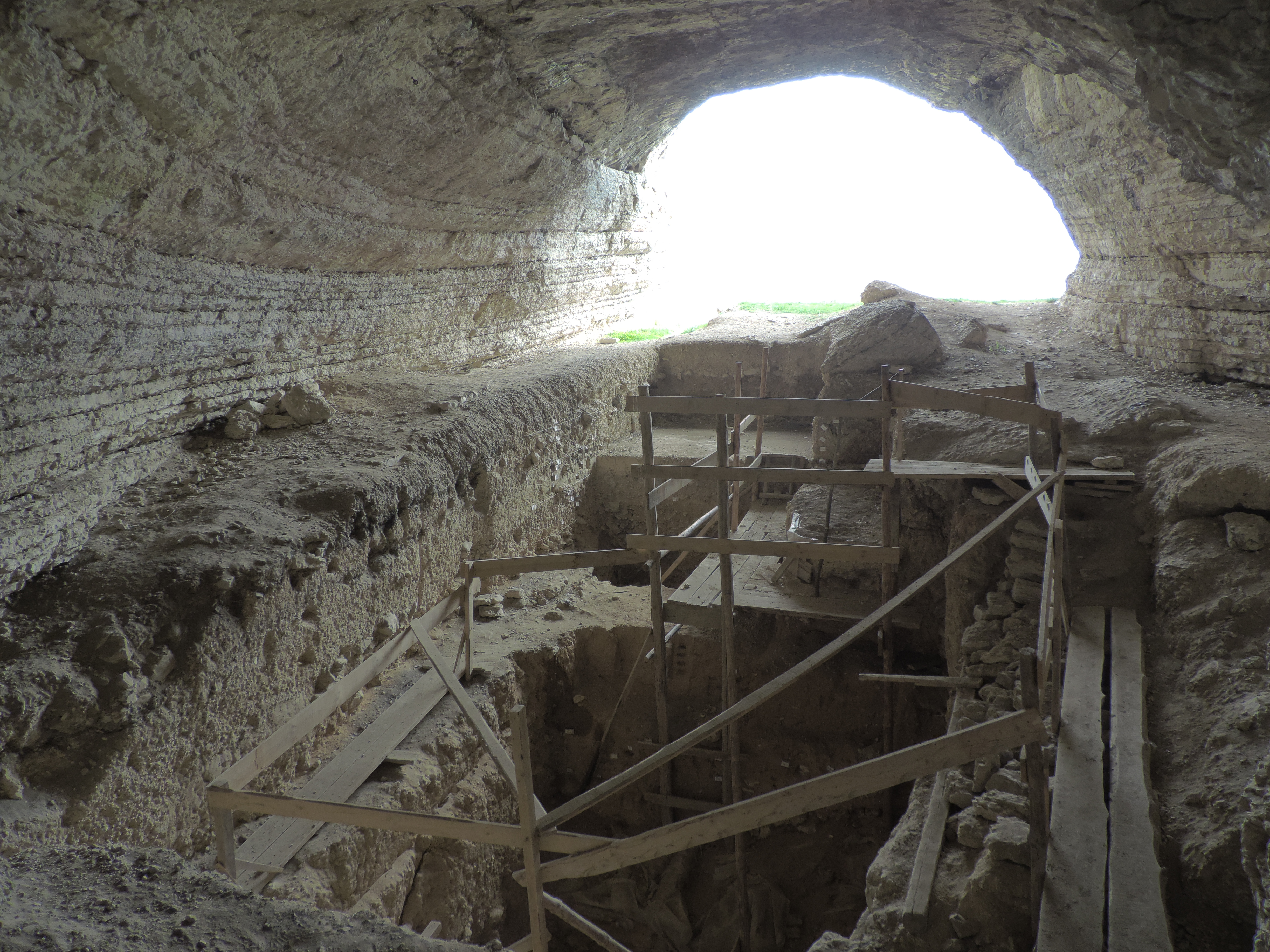
Excavaciones arqueológicas en la entrada

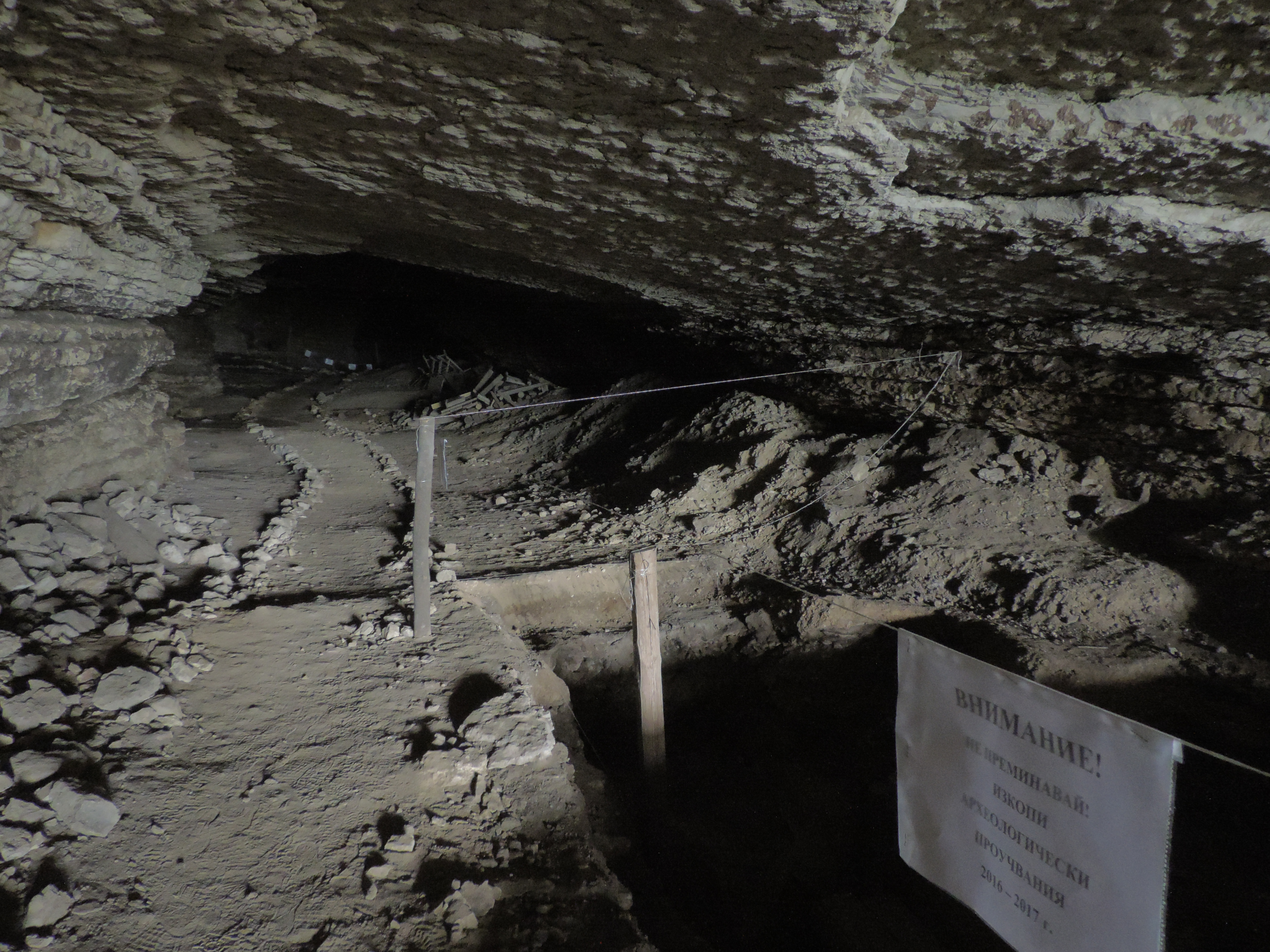
Vista del interior de la cueva

La cueva de Kozarnika está situada a 6 km de la ciudad de Belogradchik, en el noroeste de Bulgaria, en la ladera norte de los Montes Balcanes, cerca de la llanura del Danubio. Se abre hacia el sur, a 85 m de altura sobre el valle. Con una longitud de 210 m, la cueva es una de las más pequeñas de la región kárstica de Belogradchick. Los estudios realizados a lo largo de dos décadas descubrieron allí 21 capas geológicas, que contienen (de abajo a arriba) complejos arqueológicos del Paleolítico Inferior Temprano (capas 13 - 11a), el Paleolítico Medio (capas 10b - 9a), el Paleolítico Superior Temprano (capas 6/7), una secuencia de una industria de cuchillas del Paleolítico original con piezas respaldadas que los estudiosos llamaron Kozarnikian (capas 5c - 3a), el Neolítico Temprano, la Edad de Cobre Tardía, la Edad de Bronce Tardía y los periodos medieval y tardío.
El proyecto de la cueva de Kozarnika comenzó en 1984. Desde 1996, ha sido dirigido por el Dr. Prof. Nikolay Sirakov (Instituto Arqueológico y Museo de la Academia Búlgara de Ciencias, Sofía, Bulgaria) y el Dr. Jean-Luc Guadelli (IPGQ-UMR5199 del Centro Nacional Francés de Investigación Científica, Burdeos-Francia). 
En las capas del suelo, fechadas entre 1,6 y 1,4 millones de años antes de Cristo (gracias al paleomagnetismo, que determina la edad a partir de los patrones de inversión del campo magnético terrestre en el pasado, y a los análisis de la micro y macrofauna), los arqueólogos han descubierto un diente molar humano (considerado el primer rastro humano de Homo erectus/Homo ergaster descubierto en Europa fuera de la región del Cáucaso), conjuntos del paleolítico inferior pertenecientes a una industria no Achelense, y huesos incisos que podrían ser el primer ejemplo de comportamiento simbólico humano.
Los hallazgos de las capas del Paleolítico Medio (núcleos y raspadores Levallois de los Balcanes Orientales, así como puntas de los Balcanes Orientales y de Le Moustier), más bien puntas bifaciales, fechadas entre 300.000 y 50.000 años antes de Cristo, demuestran la presencia de grupos de cazadores posiblemente del Homo neanderthalensis. Las capas del Paleolítico superior consisten en conjuntos de sílex del primer complejo europeo de Gravette, que datan de 43.000 a 39.000 BP, pertenecientes al Homo sapiens.
En el trabajo de campo realizado desde 2015, los investigadores han comenzado a investigar la naturaleza y el impacto que la presencia paleo-humana tuvo en la fauna local con el fin de establecer una cronología más precisa de los períodos de ocupación. En este contexto, el equipo de investigación también intenta comprender mejor la relación entre la Erupción de Ignimbrita Campaniense y sus consecuencias sobre la ocupación humana en la cueva de Kozarnika.